# Paternité des œuvres de Molière
La paternité des œuvres de Molière fait l'objet de quelques contestations depuis qu’en 1919, Pierre Louÿs, dans deux articles intitulés respectivement « Corneille est-il l'auteur d'Amphitryon ? » et « “L'Imposteur” de Corneille et le “Tartuffe” de Molière », annonça avoir mis au jour une supercherie littéraire. Selon lui, Molière n'aurait été que le prête-nom de Corneille, selon une pratique que Louÿs croyait courante, mais qu'on ne rencontre en fait au XVIIe siècle que pour la littérature pamphlétaire et dans certains recueils de farces érudites du début du siècle.
Louÿs s'inscrivait ainsi dans la lignée d'Abel Lefranc, qui venait de contribuer à la remise en cause de la paternité des œuvres de William Shakespeare en publiant, en 1918 et 1919, deux volumes d'un essai intitulé Sous le masque de William Shakespeare : William Stanley, VIe comte de Derby. Tout au long de sa carrière Louÿs avait lui-même multiplié les publications sous des masques différents ; il s'était même rendu célèbre en faisant passer ses Chansons de Bilitis pour un recueil original de poésies grecques traduites par ses soins, mais jamais encore il n'avait évoqué, dans sa vaste correspondance, un rapprochement possible entre Corneille et Molière. Le tapage entourant la parution de l'essai d'Abel Lefranc lui permit de transposer à Molière le doute que quelques auteurs anglophones, bien avant Abel Lefranc, avaient insinué à propos de Shakespeare et pour prêter ainsi à Corneille le même goût pour le pseudonymat.
Cette remise en question, reprise de loin en loin au XXe siècle après l'éclat de Pierre Louÿs, s'est renouvelée et intensifiée depuis le début des années 2000, notamment avec la publication dans une revue scientifique anglo-saxonne de deux articles inspirés de la méthodologie statistique, et cherchant à prouver la proximité entre le vocabulaire et la syntaxe de Corneille et de Molière. Comme dans le cas de Shakespeare, cette théorie est considérée comme inconsistante par les spécialistes de Corneille et de Molière, et plus largement par l'ensemble des historiens de la littérature et du théâtre français, qui n'y font même pas allusion. Les travaux d'analyse textuelle les plus récents confirment que les pièces de Molière et celles de Corneille ont été écrites par deux auteurs différents.

## Témoignages d'époque

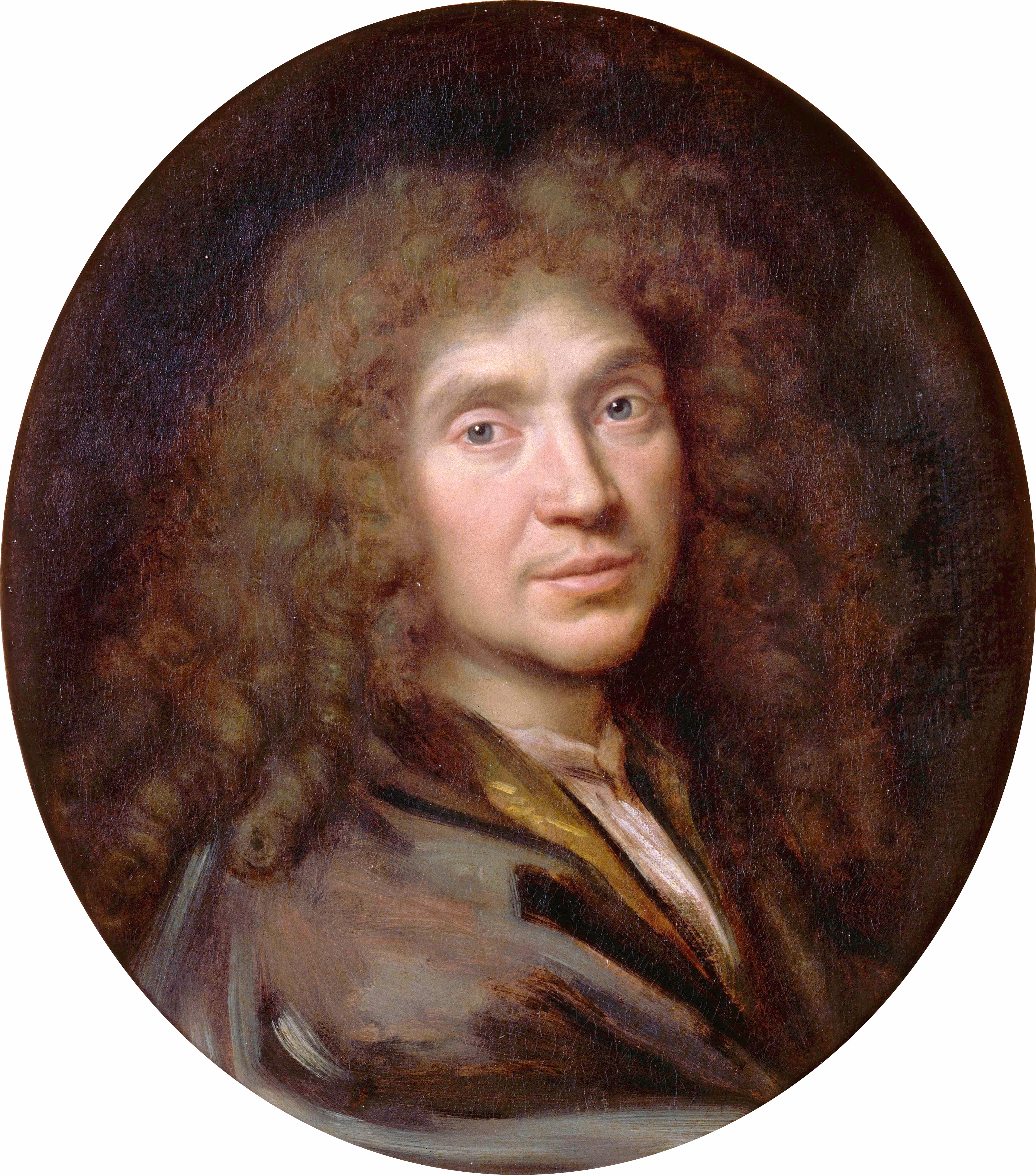
Molière

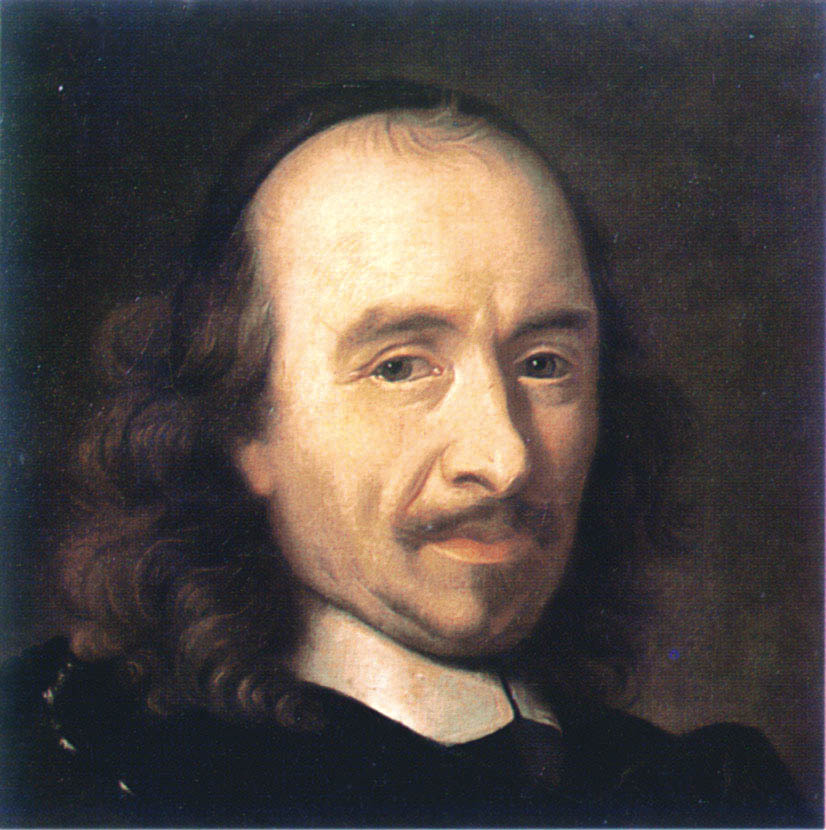
Pierre Corneille

La paternité des œuvres de Molière en tant que directeur d'une entreprise théâtrale n’a jamais été mise en doute par ses contemporains ; en tant qu'auteur au sens moderne du mot il en va autrement, même par Jean Donneau de Visé, qui, dans un dialogue entre deux de ses personnages de sa comédie La Vengeance des marquis, ou Réponse à L'Impromptu de Versailles, comédie en prose (1664), Cléante et Ariste, leur fait dire : 

« — Cléante : [...] Dis-moy, as-tu jamais rien veu de mieux imaginé, que l'endroit où il dit qu'il abandonne son jeu, ses Pièces, ses habits, et qu'il ne respondra plus ? hein ?
 — Ariste : Comment diable voulez-vous qu'il responde, puisqu'il luy faut dix-huit mois pour faire des Impromptus ? Il ne travaille pas si viste, et comme ses enfants ont plus d'un père, quand il abandonne son jeu, son esprit, ses habits et ses ouvrages, il sçait bien ce qu'il fait et n'abandonne rien du sien. Personne n’ignore qu’il sçait bien retourner des vers en prose en faisant la critique, et que plusieurs de ses amis ont fait des Scenes aux Fascheux. C'est pourquoy, si Monsieur Boursault luy respond, il luy pourra dire plus justement que le Parnasse s'assemble lorsqu'il veut faire quelque chose.
 — Cléante : « Je vous asseure qu'il n'y a personne qui ose entreprendre de luy respondre. Il est trop redoutable, et ses amis sont en trop grand nombre. »

En revanche, il a subi de nombreuses accusations de plagiat. Citons Antoine Baudeau de Somaize (1660) : 

« Il est certain qu'il est singe en tout ce qu'il fait, et que non seulement il a copié les Prétieuses de Monsieur l'abbé de Pure, jouées par les Italiens ; mais encore qu'il a imité par une singerie, dont il est seul capable, le Médecin volant et plusieurs autres pièces des mêmes Italiens, qu'il n'imite pas seulement en ce qu'ils ont joué sur leur théâtre ; mais encore en leurs postures, contrefaisant sans cesse sur le sien et Trivelin et Scaramouche ; mais qu'attendre d'un homme qui tire toute sa gloire des Mémoires de Guillot Gorju, qu'il a acheté de la veuve, et dont il adopte tous les ouvrages ? »

Citons également Charles Robinet (1664) : 

« Je passe sous silence que ce n'est qu'un mélange des larcins que l'auteur a faits de tous côtés... De manière qu'on ne peut pas dire que Zoïle (Molière) soit une source vive, mais seulement un bassin qui reçoit ses eaux d'ailleurs, pour ne point le traiter plus mal en le comprenant dans la comparaison que quelques-uns ont faite des compileurs de passage à des ânes seulement capables de porter de grands fardeaux. Je tais encore que son jeu et ses habits ne sont non plus que des imitations de divers comiques, lesquels le laisseraient aussi nu que la corneille d'Horace, s'ils lui redemandaient chacun ce qu'il leur a pris. »

Le janséniste Adrien Baillet ne remet pas en cause la véracité du « poète comique », mais lui reproche de ne pas connaître les règles aristotéliciennes du théâtre classique : « Au reste, quelque capable que fût Molière, on prétend qu'il ne savait pas même son théâtre tout entier, et qu’il n’y a que l’amour du peuple qui ait pu le faire absoudre d’une infinité de fautes. Aussi peut-on dire qu'il se souciait peu d'Aristote et des autres maîtres, pourvu qu'il suivît le goût de ses spectateurs qu'il reconnaissait pour ses uniques juges » (1686).
L'abbé d'Aubignac (dans sa Quatrième Dissertation concernant le poème dramatique en 1663) présente Corneille comme l'auteur de la cabale contre L'École des femmes, qui contiendrait selon lui une allusion à ses prétentions nobiliaires (acte I, scène 1). Jean Regnault de Segrais (dans ses Mémoires anecdotes) considère qu'il n'y a que la comédie dans laquelle Corneille n'a pas complètement réussi : « Il y a toujours quelques scènes trop sérieuses ; celles de Molière ne font pas de même, tout y ressent la comédie : Monsieur Corneille sentait bien que Molière avait cet avantage sur lui, c'est pour cela qu'il en avait de la jalousie, ne pouvant s'empêcher de le témoigner ».
Boileau, de son côté, fait paraître dans Les Délices de la Poésie galante en 1663 ses Stances à M. de Molière, inspirées, selon d'Aubignac, par le désir de dire son fait à Corneille et à son entourage, dans lesquelles il défend L'École des femmes. En 1665, dans les premiers vers de sa seconde Satire, le même Boileau loue la fertilité et la facilité de Molière, et l'aisance avec laquelle il trouve la rime juste, même si, dans son commentaire manuscrit des Satires de Boileau, Pierre Le Verrier, qui écrit sous le contrôle de Boileau, écrit à propos de cette « fertile veine », que « l'auteur donne ici à son ami une facilité de tourner un vers et de rimer, que son ami n'avait pas, mais il est question de le louer et de lui faire plaisir ». En 1674, dans son Art poétique, Boileau évoque Molière en tant qu'auteur des Fourberies de Scapin et du Misanthrope, affirmant que, « Dans ce sac ridicule où Scapin s'enveloppe / Je ne reconnais plus l'auteur du Misanthrope ». Enfin, dans sa septième Épître, destinée à Racine en 1677, il explique :

« Avant qu'un peu de terre, obtenu par prière,
Pour jamais sous la tombe eût enfermé Molière
Mille de ses beaux traits, aujourd'hui si vantés,
Furent des sots esprits à nos yeux rebutés. »

— Nicolas Boileau, Épîtres

## Thèses des «Cornéliens»

### Thèse de Pierre Louÿs et ses suites
La polémique commence lorsqu'en 1919 le poète Pierre Louÿs trouve dans Amphitryon une versification proche de celle de Corneille. Depuis, cette idée très décriée a refait plusieurs fois surface. Elle a été reprise dans les années 1950 par le romancier Henry Poulaille, puis, en 1990, par un avocat belge, Hippolyte Wouters, qui tire de cette affaire une pièce de théâtre, Le Destin de Pierre, jouée en 1997 à l'hôtel Astoria de Bruxelles. Frédéric Lenormand est également l’auteur d’un roman fondé sur cette idée, L'Ami du genre humain, paru en 1993. Le dramaturge Pascal Bancou développe lui aussi cette thèse dans sa pièce L'Imposture comique en 2000 (créée au théâtre de la Huchette).
Les tenants de la supercherie fondent leur argumentation sur la ressemblance lexicale entre les pièces de Molière et celles de Corneille, ainsi que sur des faits d'ordre historique. Parmi ceux-ci, les détracteurs de Molière notent qu'il n'a laissé aucun manuscrit, pas une ébauche de pièce, pas un brouillon, pas une note. Ils doutent aussi qu'un comédien puisse se transformer subitement, à trente-sept ans, en un auteur de la dimension de Molière. Selon Wouters, ce serait le seul cas « où un auteur médiocre jusqu'à quarante ans devient non seulement profond, mais surtout une des plus belles plumes de son temps ». Par ailleurs des termes normands, que Corneille aurait été plus susceptible d’utiliser, ont été relevés dans les textes de Molière.
Ces coïncidences conduisent Louÿs, Poulaille, puis Wouters à penser qu'un accord aurait été conclu entre les deux auteurs en 1658, lors de la venue de Molière à Rouen, la ville de Corneille. Cette date constituerait, selon eux, un tournant dans l'œuvre de Molière, puisque son premier succès date de 1659, année où sont créées Les Précieuses ridicules. Et de rappeler que Corneille a commencé sa carrière en étant le « fournisseur » de la troupe de Montdory, qu'il a longtemps été le « poète comique » le plus applaudi, qu'il a été le collaborateur littéraire du cardinal de Richelieu, qu'il a eu pour modèle Alexandre Hardy et pour ami Jean de Rotrou, lesquels étaient « poètes aux gages » d'une troupe, et qu'enfin Corneille a toujours cherché à mêler comédie et tragédie.
Cela dit, certaines œuvres de Molière sont le fruit d'une collaboration avérée et publique. Ainsi Psyché (1671), tragédie-ballet dont le texte a été écrit par Molière, Corneille et Philippe Quinault.
Plusieurs hypothèses ont été avancées pour expliquer pourquoi l'« orgueilleux » Corneille, un des plus grands dramaturges de son époque, aurait accepté d'être le prête-plume d'un comédien de farces :
1. Il aurait fait tout cela par besoin d'argent, puisque, à l'époque des premières pièces écrites de Molière, il n'aurait rien écrit depuis plusieurs années.
2. Ensuite il y aurait peut-être le désir d'être connu comme un auteur de tragédies, le plus grand style qui soit, et ne pas dégrader son image par l'écriture non pas de farces mais de simples comédies.
3. De même écrire de sulfureuses comédies (Les Précieuses, L'École des femmes, Don Juan, Tartuffe, etc.) sous le nom d'un autre lui aurait permis de régler ses comptes avec la bourgeoisie parisienne sous couvert d'anonymat.

En 2003, le chercheur grenoblois Dominique Labbé annonce avoir résolu cette énigme littéraire à l'aide de nouveaux outils statistiques portant sur l'analyse syntaxique et lexicale du corpus Molière-Corneille : les seize principales œuvres de Molière seraient de Corneille. Aussitôt les arguments et méthodes employés par Labbé ont été l'objet de fortes objections, à la fois de la part des spécialistes de Corneille et de Molière, et de la part des spécialistes en statistiques lexicales. Puis en 2004, le romancier et dramaturge Denis Boissier relance la polémique sous un angle biographique et littéraire avec son livre L'Affaire Molière. En 2007, l'Association cornélienne de France, qu'il anime, a fait imprimer la somme de ses recherches sous le titre Molière, bouffon du Roi et prête-nom de Corneille. En 2008, le romancier et animateur de radio Franck Ferrand évoque l'affaire dans son livre L’Histoire interdite : révélation sur l’histoire de France, se rangeant aux côtés des partisans de la paternité de Corneille.
L'Association cornélienne de France a ouvert un site internet qui recueille les contributions, réflexions et arguments de la plupart des partisans de la thèse de Pierre Louÿs.

### Étude statistique de Cyril et Dominique Labbé
Dominique Labbé, chercheur au PACTE (laboratoire de recherche en sciences sociales rattaché au CNRS et à l'université de Grenoble) et à l'Institut d'études politiques de Grenoble, spécialisé dans les statistiques appliquées aux langages, a utilisé des outils statistiques pour étudier la question.
Sa méthode consiste à mesurer la distance intertextuelle entre deux textes. Cette distance est « la somme des différences entre les fréquences de tous les vocables du plus petit texte comparé à ceux de tous les échantillons aléatoires possibles à la taille du plus petit que l'on peut extraire du plus grand ».
La distance relative permet d'obtenir une mesure entre 0 et 1. Si tous les mots sont employés dans deux textes à la même fréquence, la distance relative est 0. Si les textes ne partagent aucun mot en commun, la distance est de 1. Cette distance mesure la ressemblance entre deux textes. De nombreuses précautions sont nécessaires, il faut notamment respecter une taille de texte supérieure à 5 000 mots, et lemmatiser (différencier les homonymes, repérer tous les genres d'un même mot...) les deux textes. Après un étalonnage sur de nombreux textes de tout type, Labbé conclut que deux textes dont la distance intertextuelle est inférieure ou égale à 0,20 sont « forcément » du même auteur ; entre 0,20 et 0,25, ils sont probablement du même auteur, ou écrits à la même époque, dans un même genre, sur un sujet identique, avec des arguments comparables ; entre 0,25 et 0,40, il est difficile de définir la paternité d'un texte anonyme ; et, au-dessus de 0,40, les deux auteurs sont certainement différents, ou d'un genre très éloigné.
Labbé a donc utilisé son algorithme sur les textes de Molière et de Corneille. Ses conclusions sont que seize à dix-huit comédies attribuées à Molière sont en fait des écrits de Corneille, leur distance interlexicale avec les textes de Corneille étant inférieure à 0,25.
À la suite des critiques de ses détracteurs, Labbé a utilisé la technique des collocations, qui compare le sens que l'on donne à un mot, c'est-à-dire qui prend en compte « le vocabulaire entourant le mot pivot dans un espace limité – généralement celui de la phrase – sans prendre en considération l'ordre des mots ». La méthode consiste à observer quels mots reviennent dans une phrase où réside un mot donné – « amour », par exemple – et à calculer leur fréquence d'apparition. En comparant les collocations des mots « cœur », « amour », « aimer », « madame » et « monsieur » dans les textes de Molière, de Corneille et de Racine, Labbé arrive aux mêmes conclusions qu'avec la distance interlexicale.
Selon lui, la parenté des textes de Molière, à partir de 1659, avec ceux de Corneille ne ferait plus de doute : ils seraient en fait de ce dernier. Corneille et Racine ont écrit – au même moment – une tragédie sur l'histoire de Titus et Bérénice. Pour Labbé, la distance entre leurs deux pièces (0,256) est plus élevée que toutes celles constatées entre les pièces en vers de Molière et les deux Menteurs de Corneille ou entre Dom Garcie de Navarre et les comédies héroïques de Corneille, alors que toutes ces pièces sont séparées par un laps de temps important, que les thèmes sont toujours différents et que le genre « comédie en vers » est nettement moins contraignant que celui de la grande tragédie en alexandrins. De même, pour Labbé, les Sophonisbe de Jean Mairet et de Corneille se distinguent très bien, quoiqu'ils aient travaillé dans le même genre, sur le même thème, les mêmes événements, les mêmes personnages, et en suivant la même trame narrative. Quand Philippe Quinault, Corneille et Molière travaillent ensemble sur Psyché (1671), Quinault se distingue des deux autres, qui sont impossibles à distinguer.
Depuis 1998, Dominique Labbé et Cyril Labbé, enseignant-chercheur au Laboratoire d'informatique de l'Université Joseph Fourier de Grenoble, ont effectué plusieurs expériences d'attribution d'auteur en aveugle. Lors de ces expériences, des chercheurs ont choisi des textes, qui ont été soumis aux algorithmes sous leur contrôle. Plusieurs de ces expériences ont été publiées : les romanciers anglais du XIXe siècle ; des textes français ; une plume de l'ombre qui avait servi deux hommes politiques successifs et qui a reconnu avoir écrit tous les textes qui lui étaient attribués par ce calcul et aucun des textes non attribués. Pour ses promoteurs, ces expériences permettent de mesurer la précision et la fiabilité de la méthode. Cyril et Dominique Labbé ont répondu aux critiques des moliéristes dans plusieurs conférences (à Louvain-la-Neuve, à l'Université Paris-Sud, au Trinity College de Dublin et à l'Université de Neuchâtel).
Par ailleurs, en 2009, Dominique Labbé a publié Si deux et deux sont quatre, Molière n'a pas écrit Dom Juan.

### Étude statistique de Mikhaïl Marusenko et Elena Rodionova
En 2008, la linguiste russe Eléna Rodionova a soutenu à l'Université d'État de Saint-Pétersbourg une thèse consacrée à la question de la paternité des œuvres de Molière. Préparée à la chaire de linguistique mathématique de l'Université de Saint-Pétersbourg sous la direction du professeur Mikhaïl Marusenko, celle-ci comprend une étude statistique et comparative des niveaux lexical et syntaxique d'œuvres choisies de Molière (L'Étourdi, Le Dépit amoureux, Sganarelle, Dom Garcie de Navarre, L'École des maris, Les Fâcheux, L'École des femmes, La Princesse d'Élide, Tartuffe, Le Misanthrope, Mélicerte, Pastorale comique, Les Femmes savantes). Ces œuvres sont comparées à la fois avec des pièces de Corneille (Mélite, La Veuve, La Galerie du Palais, La Suivante, La Place royale, Comédie des Tuileries, L'Illusion comique, Le Menteur, La Suite de Menteur, Don Sanche d'Arago, Tite et Bérénice) et des pièces de Quinault (Les Rivales, L’Amant indiscret, La Mère coquette). En 2010, un article publié dans la revue scientifique Journal of Quantitative Linguistics a résumé ses résultats.
Suivant son analyse, elle attribue les pièces Le Dépit amoureux, L'École des maris, Les Fâcheux, L'École des femmes, Tartuffe, Les Femmes savantes à Corneille (probabilité > 95 %). Selon elle, il est fort probable (63-73 %) que Sganarelle, Le Misanthrope, Mélicerte, Pastorale comique appartiennent aussi à Corneille, et L'Étourdi à Quinault. Les calculs montrent que Dom Garcie de Navarre et La Princesse d'Élide constituent une classe à part qui appartient probablement à un troisième poète (Molière lui-même ?). En se basant sur la même méthode, Rodionova affirme que L'Étourdi a été écrit par Quinault avant 1654.

## Critiques de la thèse des «Cornéliens»

### Critiques de la part de statisticiens
La parution de l'article dans une revue scientifique anglo-saxonne en 2001 et la publication du livre pour grand public de 2003 ont suscité une vive polémique. Plusieurs statisticiens et utilisateurs experts des statistiques lexicales critiquent la méthode même de Labbé, invoquant le manque de précaution dans la construction de l'indice et de l'échelle d'interprétation.
Les statisticiens Valérie Beaudouin et François Yvon ont nuancé, à partir de l'analyse au métromètre des cinquante-huit pièces de Corneille, Molière et Racine, le propos de Labbé, distinguant notamment des différences dans le traitement du vers entre Corneille et Molière, où il est « plus relâché et moins cohérent ».
Pour Jean-Marie Viprey, de l'Université de Franche-Comté, les statistiques lexicales ne constituent pas une preuve suffisante, Corneille étant intervenu « dans un même champ littéraire, à des dates proches, dans un genre très contraignant, la comédie (voire la comédie en vers). Corneille a mis la main à Psyché. Molière a écrit Dom Garcie de Navarre sous l'influence de la comédie héroïque cornélienne. » Il insiste sur le fait que ce mode d'analyse ignore les collocations et les configurations plus complexes. Ainsi l'emploi d'interjections influencées par la Commedia dell'Arte ne se retrouve que dans les pièces de Molière.
Suivant une autre voie, Stephan Vonfelt s'intéresse au rythme imprimé par les caractères du texte. Une première étude se fonde sur les temps de retour. Une seconde l'étend aux temps de transitions. Ces deux travaux n'incitent guère à unir Molière et Corneille, la variété de l'œuvre du comédien suggérant une rhapsodie tissée à travers l'Europe.
Dans deux études, Charles Bernet a remis en question les conclusions de Cyril et Dominique Labbé. La première, consacrée aux mots placés à la rime dans un corpus de pièces du XVIIe siècle, met en évidence des différences statistiquement significatives entre les comédies de Corneille et celles de Molière, aussi bien pour la répartition de syllabes en fin de vers que pour la distribution d'unités lexicales thématiques et non thématiques.
La seconde, qui reprend le protocole de Labbé sur un corpus théâtral élargi à d'autres auteurs que Corneille, Molière et Racine, montre que la proximité observée entre certaines comédies de Corneille et de Molière n'a rien d'exceptionnel. Les valeurs de l'indice de distance intertextuelle obtenues dans cet ensemble conduiraient, selon l'échelle d'interprétation de Labbé, à attribuer à Pierre Corneille, au-delà de toute vraisemblance, non seulement les pièces de Molière, mais des tragédies de deux de ses contemporains, ainsi que des comédies, bien postérieures, de Jean-François Regnard.

### Critique par Georges Forestier
Titulaire de la chaire des études théâtrales du XVIIe siècle à la Sorbonne, Georges Forestier, qui a publié une série de réponses aux travaux de Labbé, passe au crible les arguments historiques (repris à Pierre Louÿs) qui tendent à étayer la thèse d'une supercherie,,,,.
Forestier observe dans un premier temps que, du vivant de Molière, on l'a accusé de tous les maux : de plagier les auteurs italiens et espagnols, de puiser dans des mémoires fournis par les contemporains, d'être cocu et même d'avoir épousé sa propre fille. Or même ses pires ennemis ne lui ont pas contesté la paternité de ses pièces à succès.
Sur le fait qu'aucun manuscrit de Molière ne soit parvenu jusqu'à nous, il signale que c'est également le cas pour Corneille et pour Racine, excepté quelques notes conservées par des descendants et, qu'à cette époque, il n'était pas d'usage de conserver le manuscrit d'un texte après sa publication.
Quant au fait que Molière soit devenu un auteur de génie à un âge relativement avancé pour l'époque, Forestier pense qu'au contraire, l'évolution de son œuvre montre une vraie progression, de sa première comédie, L'Étourdi (1655), inspirée d'un modèle italien, à sa première grande comédie originale, L'École des femmes, créée en décembre 1663. Il rappelle aussi que La Fontaine, qui avait le même âge que Molière, a composé sa première œuvre – une adaptation de L'Eunuque du comique latin Térence) – en 1654, soit à peine un an plus tôt, que son génie littéraire ne s'est révélé que bien après, puisque c'est seulement dix ans plus tard qu'ont commencé à circuler ses premiers contes et ses premières fables, et que son premier recueil de Fables n'a paru qu'en 1668. Il donne aussi l'exemple d'Umberto Eco, qui écrivit son premier roman Le Nom de la rose à quarante-huit ans. Quant au séjour de Molière à Rouen en 1658, Forestier fait observer que les pièces qu'il a jouées lors de son installation à Paris au cours des mois suivants (L'Étourdi et Le Dépit amoureux) avaient été créées en province avant son passage par Rouen, et qu'au cours des quatre années suivantes, il s'est rendu célèbre par de petites comédies (ou farces) en un ou trois actes (un format de pièce inconnu de Corneille). C'est seulement à la fin de ces quatre années que sera jouée L'École des femmes, comédie en cinq actes et en vers.
Concernant la thèse selon laquelle Corneille aurait eu des problèmes financiers, Forestier souligne qu'il s'agit d'une légende. En effet l'auteur du Cid est mort riche et son installation à Paris en 1662 — conjointement avec son frère Thomas, lui aussi auteur à succès —, est le couronnement de son exceptionnelle notoriété.
Forestier rappelle par ailleurs qu'à la fin de l'année 1662, les frères Corneille ont organisé une cabale contre L'École des femmes, pièce où Molière se moque ouvertement de leurs titres de noblesse. Il est donc peu probable que Corneille ait écrit puis critiqué une œuvre dans laquelle il se moque de son frère et de lui-même.
Il note aussi que, durant la période où Corneille est censé avoir écrit pour Molière, il publiait L'Office de la Sainte Vierge, une œuvre qui suppose un important travail de traduction et de versification, ce qui lui aurait difficilement laissé le temps d'écrire en même temps pour un autre tout en composant ses propres pièces de théâtre.
En 2011, Forestier a ouvert un site Internet où il développe tous les arguments historiques, philologiques, stylistiques et lexicologiques – fondés à la fois sur les témoignages d’époque et sur les travaux les plus récents – qui contredisent la thèse proposée par Pierre Louÿs et ses successeurs.

### Étude statistique de Florian Cafiero et Jean-Baptiste Camps
Fin 2019, une nouvelle étude statistique des textes de Molière, de Pierre Corneille et de trois contemporains (Jean de Rotrou, Paul Scarron et Thomas Corneille), à l'aide de six méthodes différentes mais concordantes (fréquence des mots, fréquence des lemmes, fréquence des rimes, fréquence des mots-outils, ordre des éléments des phrases et fréquence des successions de mots de trois natures grammaticales données), attribue sans ambiguïté 37 pièces de ces 5 auteurs à leurs auteurs putatifs : Molière est bien un auteur différent des quatre autres et notamment de Pierre Corneille. Dominique Labbé a répondu à cette étude par un article disponible sur l'archive HAL,,.

### Vidéographie
- [mov][Production de télévision] « [http://<abbr%20class="abbr%20indicateur-format%20format-vidéo"%20title="Vidéo%20au%20format%20mpg,%20avi…">[vidéo] «%20%5Bhttps://www.youtube.com/watch?v=aaaqqLkz5t4%20émission%20présentée%20par%20Franck%20Ferrand%5D%20», sur%20<span%20class="lang-en"%20lang="en">%5B%5BYouTube%5D%5D L'ombre d'un doute - Et si Molière n'était pas l'auteur de ses pièces] », 2013, Paris, France 3 (consulté le 8 septembre 2017)